# Olivera Jurić
Olivera Jurić (* 26. September 1984) ist eine bosnische Gewichtheberin.
Sie erreichte bei den Europameisterschaften 2005 den zehnten Platz in der Klasse bis 69 kg. 2007 wurde sie bei den Europameisterschaften Elfte in der Klasse bis 75 kg. 2008 erreichte sie bei den Europameisterschaften den vierten Platz und schaffte die Norm für die Olympischen Spiele in Peking. Wegen eines Dopingverstoßes wurde sie jedoch nachträglich disqualifiziert und für vier Jahre gesperrt. Nach ihrer Sperre erreichte sie bei den Europameisterschaften 2013 den fünften Platz im Superschwergewicht. Bei den Mittelmeerspielen im selben Jahr wurde sie Fünfte. 2014 war sie bei den Europameisterschaften Achte.